# Odo Marquard
Odo Marquard (Stolp, 1928. február 26. – 2015. május 9.) humoros-ironikus esszéiről ismert német szkeptikus filozófus, történelemfilozófus.

## Életútja
1928. február 26-án született Stolpban, Pomerániában. Kolbergben, Sonthofenben és Falkenburgban végzezte tanulmányait, melyeket megszakított 1945-ös hadifogsága. 1946-ban érettségizett Treyseben.
1947 és 1954 között filozófiát, germanisztikát, evangélikus és katolikus teológiát, művészettörténetet és történelmet tanult a münsteri és a freiburgi egyetemen; Joachim Ritter és Friedrich Max Müller tanítványa volt. 1954-ben filozófiai doktorátust szerzett Max Müllernél és Szilasi Vilmosnál. 1955-től a Münsteri Egyetem Joachim Ritter által vezetett filozófia tanszékének munkatársa lett; ugyanitt habilitált 1963-ban. 1965-től a giesseni Justus Liebig Egyetem filozófia professzora volt. 1982-1983-ban a berlini Wissenschaftskolleg tagja, 1985-től 1987-ig az Allgemeine Gesellschaft für Philosophie in Deutschland elnöke volt. 1993-tól professor emeritus.

## Filozófiájának alapgondolatai
Marquard annak a – Helmut Schelsky által szkeptikus generációnak nevezett – nemzedéknek a tagja, amely a felnőtté válás küszöbén élte meg a második világháborút, s így első feladata az lett, hogy annak német örökségével együtt élve, azt értelmezni tudva romjaiból újraépítse a német értelmiségi lét lehetőségét.
Saját maga az emberi végesség szkeptikus filozófiájaként aposztrofálja saját gondolkodását, melynek minden írásán átütő mondandója szerint az ember véges lény, aki „szűkében van az abszolútságnak. Nincs olyan jól eleresztve, hogy megengedhetné magának a tökéletlenség lefitymálását.” Sajátos humanizmusa a totalitarizmus ellenében fogalmazódik meg: nem ismer el kizárólagos igényű igazságokat, abszolút haladást vagy forradalmi változásokat; az emberek nem eredendő szuverenitásuk révén szabadok, hanem a meggyőződések, vallások és szokások sokfélesége – amíg sokféleség – választásokat hagy nekik, sok kis választásuk pedig szabadságot biztosít nekik az egy, univerzális igazság diktatúrájával szemben.
Újra meg újra visszatér filozófiájában a teodicea – először Leibniz által megfogalmazott – problémája, s ezen belül különösen az a kérdés, hogy hogyan lehet együtt élni azzal, ha megoldhatatlan ez a kérdés, s a világban található rosszat semmilyen módon nem lehet Isten jóságával összeegyeztetni. A valóság tökéletlenségeire csak véges válasz adható.
Ehhez kapcsolódik a – szintén központi szerepet játszó – kompenzáció, és az ember mint homo compensator fogalma is. Az ember hiánylény, aki hiányosságait és veszteségeit utólag, pótlólagosan egyenlíti ki: fizikai tökéletlenségét kultúrával, a változások fölgyorsulását konzervativizmussal, a (Max Weber-i szóval) varázstalanított újkort a művészetek és az esztétikai gondolkodás felvirágzásával stb.

## Stílusa
Marquard szövegei esszéisztikusak, nem alkotnak szisztematikus rendszert és gyakran lépnek ki a filozófiai szakzsargon keretei közül (ő maga gyakran transzcendentális belletrisztikának nevezi). Esszéi magyar fordításának előszavában így ír:
„Aki csak filozófusok számára ír filozófiát, az azt nem veszi elég komolyan: inkább mintha valahogy értelmetlen volna, amit tesz, ahogy a zoknigyártók ténykedése is értelmetlen volna valamiképpen ha csak zoknigyártók számára gyártanának zoknit. Aki nem kockáztatja meg a tréfát és iróniát, az nem veszi elég komolyan a komolyságot.” (12.o)

## Kitüntetései
- Sigmund Freud Díj Tudományos Prózáért (1984)
- Hesseni Érdemrend (1990)
- Erwin Stein Díj (1992)
- Első Osztályú Szövetségi Érdemkereszt (1995)
- Ernst-Robert Curtius Esszédíj (1996)
- Hesseni Kulturális Díj Tudományos Érdemekért (1997)

## Fontosabb művei
- Zum Problem der Logik des Scheins im Anschluß an Kant. Über Möglichkeiten und Grenzen einer kompromittierenden Genealogie der Metaphysik. (doktori disszertációja) Freiburg, 1954.
- Skeptische Methode im Blick auf Kant. Alber, Freiburg/München, 1958. 1982, ISBN 3-495-44033-X
- Schwierigkeiten mit der Geschichtsphilosophie. (Kínlódások a történelemfilozófiával.) Suhrkamp, Frankfurt am Main 1973, ISBN 3-518-27994-7
- Abschied vom Prinzipiellen. (Búcsú az elvektől.) Reclam (UB 7724), Stuttgart 1981, ISBN 3-15-007724-9
- Apologie des Zufälligen. (A véletlen apológiája.) Reclam (UB 8351), Stuttgart 1986, ISBN 3-15-008351-6
- Transzendentaler Idealismus, romantische Naturphilosophie, Psychoanalyse. (habilitációs dolgozat), Dinter, Köln 1987.
- Aesthetica und Anaesthetica. Schöningh, Paderborn 1989, ISBN 3-7705-3750-5
- Skepsis und Zustimmung (Szkepszis és beleegyezés.). Reclam (UB 9334), Stuttgart 1994, ISBN 3-15-009334-1
- Glück im Unglück. Fink, München 1995, ISBN 3-7705-3065-9
- Philosophie des Stattdessen. Reclam (UB 18049), Stuttgart 2000, ISBN 3-15-018049-X
- Zukunft braucht Herkunft. Reclam (Reihe Reclam), Stuttgart 2003, ISBN 3-15-050040-0
- Individuum und Gewaltenteilung. Reclam (UB 18306), Stuttgart 2004, ISBN 3-15-018306-5
- Skepsis in der Moderne. Reclam (UB 18524), Stuttgart 2007, ISBN 3-15-018524-6

## Magyarul megjelent művei
- Az egyetemes történelem és más mesék (előszó- és esszéford. Mesterházi Miklós, utószó, függelékford. Miklós Tamás), Atlantisz Könyvkiadó, Budapest, 2001 (Mesteriskola), ISBN 9789639165304